# イーマート24
イーマート24（emart24、朝鮮語: 이마트24）は、新世界グループが運営する、大韓民国のコンビニエンスストアチェーンである。2003年1月にウィズミーが設立されてコンビニを全国展開した。2014年1月には新世界グループに買収されてイーマート24になった。主要株主はイーマート。